# C'Mon
"C'Mon" là một bài hát của ca sĩ người Mỹ Kesha. Nó được phát hành vào ngày 16 tháng 11 năm 2012 như là một đĩa đơn quảng bá cho album phòng thu thứ hai của cô, Warrior. Được sáng tác bởi Kesha và cộng tác viên lâu năm như Dr. Luke và Max Martin, người đã sản xuất bài hát. Benjamin Levin, Henry Walter, và ca sĩ Bonnie McKee cũng tham gia viết lời. Bài hát đã được đăng trực tuyến bởi Kesha vào ngày 15 tháng 11 năm 2012, trước khi phát hành vào ngày hôm sau.
Bài hát đã nhận được những nhận xét tích cực khi phát hành, một số nói rằng bài hát là một "thỏa mãn" trong khi những người khác ca ngợi chất catchiness, điệp khúc cũng như giọng hát của Kesha. Tuy nhiên, một số cũng chỉ trích Kesha cho rằng bài hát này không có khả năng bắt tai như các single trước. Sau khi phát hành, ca khúc ra mắt ở vị trí thứ 70 trên bảng xếp hạng Hot Digital Songs với 50.000 bản được bán ra, và trong tuần "C'Mon" được phát hành chính thức trên đài phát thanh của Mỹ, bài hát ra mắt ở vị trí 99 trên Billboard Hot 100 và 30 trên bảng xếp hạng Pop Songs.. Kesha đã trình diễn "C'mon" trên The X Factor vào ngày 6 tháng 12 năm 2012.

## Xếp hạng
| Bảng xếp hạng (2013)                     | Vị trí cao nhất |
| ---------------------------------------- | --------------- |
| Canada (Canadian Hot 100)                | 88              |
| South Korea International Singles (Gaon) | 2               |
| US Billboard Hot 100                     | 97              |
| US Pop Songs (Billboard)                 | 28              |

## Lịch sử phát hành
| Nước     | Ngày                 | Định dạng       |
| -------- | -------------------- | --------------- |
| Toàn cầu | 16 tháng 11 năm 2012 | Tải kĩ thuật số |
| Mỹ       | 7 tháng 1 năm 2013   | Airplay         |